# Stefan Münker
Stefan Münker (* 1963) ist ein deutscher Medienwissenschaftler und Publizist.

## Leben
Stefan Münker studierte Philosophie, Germanistik und Kunstgeschichte in Hamburg, Köln und Berlin. Seit den frühen neunziger Jahren publiziert er Arbeiten zur Theorie der (vor allem neuen) Medien. Münker ist ein Vertreter der deutschsprachigen Medienphilosophie und lehrt als außerplanmäßiger Professor am Institut für Musikwissenschaft und Medienwissenschaft der Humboldt-Universität Berlin.
Von 2005 bis 2010 lehrte Münker am Institut für Medienwissenschaft der Universität Basel, wo er sich 2008 auch habilitiert hat. Im Wintersemester 2010/2011 hatte er in Vertretung die Professur für Medienästhetik an der Universität Regensburg inne. Im Wintersemester 2012/2013 war Münker Fellow der Alcatel-Lucent-Stiftung für Kommunikationsforschung am Internationalen Zentrum für Kultur- und Technikforschung (IZKT) der Universität Stuttgart.
Als Publizist gehörte er zu den ersten Mitarbeitern der Online-Zeitschrift Telepolis. Danach arbeitete er lange Jahre als Redakteur der ZDF-Talkshow Nachtstudio. Heute ist er Mitglied der Redaktion Kultur Berlin des ZDF und arbeitet dort als Redakteur und Autor für das Kulturmagazin aspekte.

## Publikationen
- Mythos Internet. Hg. von Stefan Münker und Alexander Roesler, Suhrkamp, Frankfurt a. M. 1997
- Televisionen. Hg. von Stefan Münker und Alexander Roesler, Suhrkamp, Frankfurt a. M. 1999
- Telefonbuch. Hg. von Stefan Münker und Alexander Roesler, Suhrkamp, Frankfurt a. M. 2000
- Poststrukturalismus. Verfasst gemeinsam mit Alexander Roesler, Metzler, Stuttgart 2000
- Praxis Internet. Hg. von Stefan Münker und Alexander Roesler, Suhrkamp, Frankfurt a. M. 2002
- Medienphilosophie. Beiträge zur Klärung eines Begriffs. Hg. von Stefan Münker, Alexander Roesler und Mike Sandbothe, S. Fischer, Frankfurt a. M. 2003
- Was ist ein Medium? Hg. von Stefan Münker und Alexander Roesler, Suhrkamp, Frankfurt a. M. 2008
- Fernsehexperimente. Stationen eines Mediums. Hg. von Stefan Münker und Michael Grisko, Kadmos, Berlin 2008
- Philosophie nach dem 'Medial Turn'. Beiträge zur Theorie der Mediengesellschaft. transcript, Bielefeld 2009
- Emergenz digitaler Öffentlichkeiten. Die Sozialen Medien des Web 2.0. Suhrkamp, Frankfurt a. M. 2009